# Lapidogorgia batseba
Lapidogorgia batseba är en korallart som beskrevs av Manfred Grasshoff 2000. Lapidogorgia batseba ingår i släktet Lapidogorgia och familjen Plexauridae.
Artens utbredningsområde är Röda havet. Inga underarter finns listade i Catalogue of Life.